# Bras des Lianes
Le Bras des Lianes est un cours d'eau de l'île de La Réunion, département d'outre-mer français dans le sud-ouest de l'océan Indien, et un affluent du fleuve côtier la Rivière du Mât.

## Géographie
De 12 km de longueur, et prenant naissance sur les pentes du Mazerin, dans les confins occidentaux du territoire de la commune de Bras-Panon, il s'écoule vers le nord-est pour finalement rejoindre la Rivière du Mât, fleuve où il se jette, à la frontière communale avec Saint-André. À l'exception des derniers mètres qu'il parcourt, son cours est entièrement situé dans le parc national de La Réunion.